# Anna Maria Ortese

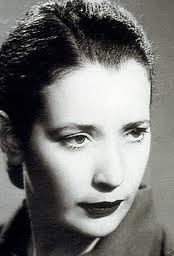
Anna Maria Ortese (Urheberrechte unklar)

Anna Maria Ortese (geboren 13. Juni 1914 in Rom; gestorben 9. März 1998 in Rapallo) war eine italienische Schriftstellerin.

## Leben
Anna Maria Ortese war das zweitjüngste Kind einer eher einkommensschwachen Familie, sie hatte vier Brüder und eine Schwester. Ihre Mutter hieß mit Geburtsnamen Beatrice Vaccà und stammte aus Neapel. Väterlicherseits hatte sie katalanische Vorfahren; der Name „Ortese“ war eine italianisierte Form von „Ortez“. Ihr Vater arbeitete im öffentlichen Dienst, weshalb die Familie häufig umziehen musste. Diese Kindheitseindrücke spiegelten sich später in ihrem Werk wider.
In den Jahren 1924 bis 1928 lebte die Familie in der italienischen Kolonie in Tripolis, danach in Neapel, das für Ortese besonders wichtig werden sollte. Sie beendete dort ihre Schulausbildung und bildete sich fortan nur noch autodidaktisch fort.
Ihre ersten Texte, eine Gedichtreihe, die zum Teil den Tod ihres Lieblingsbruders Emanuele zum Thema hatte, veröffentlichte sie 1933 in La fiera letteraria. 1937 folgte eine Sammlung von Kurzgeschichten unter dem Titel Angelici dolori. In dieser Zeit löste sich die Familie Ortese nach und nach auf: Ein zweiter Bruder Orteses starb in Albanien, die letzten beiden Brüder wanderten nach Australien bzw. Kanada aus. Die Eltern starben 1950 und 1952.
Anna Maria Ortese, die neben ihrer schriftstellerischen Betätigung als Reporterin arbeitete und ständig Geldsorgen hatte, bereiste Italien intensiv. Ihren Wohnsitz hatte sie von 1950 bis 1970 jeweils über längere Zeiträume in Rom und Mailand, 1975 ließ sie sich dann in Rapallo in Ligurien nieder, wo sie sich 1986 eine Immobilie kaufte.

## Preise, Auszeichnungen und Kritik
Anna Maria Ortese war zu Lebzeiten nicht allzu bekannt, erhielt aber zahlreiche Preise und Auszeichnungen, darunter 1953 für Il mare non bagna Napoli den Premio Viareggio, 1967 für Poveri e semplici den Premio Strega, 1988 für In sonno e in veglia den Premio Procida-Elsa Morante und 1998 für die französische Ausgabe von Il Cardillo addolorato den Prix de meilleur livre étranger.
Sie überwarf sich allerdings regelmäßig mit ihren Verlegern und wurde zeitweise auch heftig angegriffen, unter anderem von Massimo Bontempelli, der heftige Kritik an Angelici Dolori übte. Il mare non bagna Napoli, das ursprünglich als Reportage konzipiert und Teil eines Projektes war, das der Gruppo Sud ins Leben gerufen hatte, enthielt eine strenge Kritik an den jungen Intellektuellen Neapels dieser Zeit, was zur Folge hatte, dass Ortese in Italien jahrelang kaum mehr rezipiert wurde. L'Iguana von 1965 erzählt die Geschichte eines reichen Mannes aus Mailand, der sich in ein Leguanweibchen verliebt, das von der fiktiven Insel Ocaña stammt – ein Name, den schon Robert Louis Stevenson in seiner Schatzinsel verwendet hatte. Er versucht, der Gesellschaft die Liebe zu solchen Wesen wieder nahezubringen, stirbt aber, ohne dieses Ziel erreicht zu haben. Beim Publikum und bei den meisten Kritikern kam dieses Werk als schwer verständlich nicht gut an. Ortese, die diese Erzählung für ihre beste hielt, reagierte auf die zögerliche Annahme des Buches erbittert. Sie begann ihre Autobiographie zu schreiben, in der sie sich besonders mit ihrer Entwicklung als Schriftstellerin auseinandersetzte. Mit  Il Porto di Toledo. Ricordi della vita irreale entwickelte sie eine neue Form des autobiographischen Schreibens, in einer „neuen Sprache“, die sie für angemessen hielt, auszudrücken, was sie bewegte. Das Buch kam 1975 heraus und geriet zu einem literarischen Misserfolg. Nur 200 Exemplare wurden damals verkauft, Kritik und Publikum vergaßen es schnell. Erst als sie in Kontakt mit Roberto Calasso vom Adelphi-Verlag kam, nahm ihre schriftstellerische Karriere eine Wende. 1993 kam Il cardillo addolorato heraus, eine Erzählung, die im Neapel des 18. Jahrhunderts spielt. Mit diesem Buch wurde sie international bekannt. 1996 folgte Alonso e i visionari, in dem Alonso, ein Berglöwe aus Arizona, der den „Geist der Welt“ verkörpert, in Gefahr gerät. Dieses Buch war allerdings weniger erfolgreich als Il cardillo addolorato. Kurz vor ihrem Tod kam dann eine überarbeitete Neuauflage von Il Porto di Toledo heraus.
Ortese publizierte unter den Titeln Il mio paese è la notte und La luna che trascorre außerdem noch zwei Gedichtbände; ferner kamen mehrere Bücher mit Reiseberichten heraus sowie die Essaysammlung Corpo celeste.

## Nachwirkung
Anna Maria Ortese wird postum als eine der authentischsten und originellsten Schriftstellerinnen ihrer Zeit gesehen und  mittlerweile mit Interesse gelesen. Ihre vielfach geäußerte Ansicht, dass der Mensch nur ein Gast auf Erden ist und sich respektvoll und schonend gegenüber den anderen Bewohnern seines Planeten zu verhalten hat, trifft mittlerweile den Nerv der Zeit.
Luca Clerici verfasste eine Biographie Orteses, die auch eine umfangreiche Bibliographie enthält, in der Anna Maria Orteses zahlreiche Zeitungs- und Zeitschriftenartikel zusammengestellt wurden. Eine weitere Bibliographie stammt von Giuseppe Iannaccone. 2002 kam Anna Maria Ortese: o, Dell'indipendenza poetica von Gabriella Fiori bei Bollati Boringhieri in Turin heraus.

## Werke (Auswahl)
- Iguana : ein romantisches Märchen. Übersetzung Sigrid Vagt. München : Hanser, 1988
- Die Klage des Distelfinken. Übersetzung Sigrid Vagt. München: Hanser, 1995
- Stazione Centrale und andere Mailänder Geschichten. Übersetzung Barbara Kleiner und Viktoria von Schirach. München : Hanser, 1993
- Neapel, Stadt ohne Gnade : Erzählungen. Übersetzung Charlotte Birnbaum. Berlin : S. Fischer, 1955
- Neapel liegt nicht am Meer : Erzählungen. Übersetzung Marianne Schneider. Nachwort Franz Haas. Berlin : Friedenauer Presse, 2019
- Possibilmente il più innocente. Lettere a Franz Haas (1990–1998). Mergozzo 2016
- Der Hafen von Toledo. Übersetzung Marianne Schneider. Vorwort Tiziano Gianotti. Berlin : Friedenauer Presse, 2023